# Висящев, Александр Иванович
Александр Иванович Висящев (12 сентября 1912 — 6 октября 1968) — советский военный, Герой Советского Союза, рядовой, телефонист 1266-го стрелкового полка 385-й стрелковой дивизии 50-й армии 2-го Белорусского фронта, участник Великой Отечественной войны.

## Биография
Родился 12 сентября 1912 года в г. Людиново ныне Калужской области в семье рабочего. Русский. После окончания школы работал токарем на заводе. При заводском клубе окончил художественную школу. С 1931 жил в Москве, работал художником.
25 сентября 1941 года призван Тимирязевским РВК г. Москвы в Красную Армию.
С ноября 1941 года участник Великой Отечественной войны.
В составе 29-й армии Калининского фронта, принимал участие в обороне Калинина, Вязьмы в боях под Ржевом.
25 декабря 1941 года в районе города Калинин (ныне г. Тверь) и 28 декабря 1942 года был ранен, за что впоследствии был награждён медалью «За боевые заслуги».
6 мая 1944 года зачислен стрелком во 2-й стрелковый батальон 1266-го стрелкового полка 385-й стрелковой дивизии 50-й армии 2-го Белорусского фронта.
27 июня 1944 года 2-й стрелковый батальон 1266-го стрелкового полка 385-й стрелковой дивизии, преследовавшей противника, получил задачу форсировать реку Днепр у деревни Дашковка в Могилёвской области и удерживать переправу до подхода основных сил. Ожесточённый огонь противника не дал возможности батальону подойти вплотную к реке. Телефонист 2-го стрелкового батальона 1266-го стрелкового полка рядовой Висящев добровольно с группой товарищей вызвался переправиться на правый берег, захватив с собой автомат и гранаты одним из первых бросился в реку и под ураганным огнём достиг правого берега. Заметив это, противник выслал группу автоматчиков, чтобы уничтожить переправившихся. Присоединившись к ранее переправившемуся пулемётчику Усачеву, вместе с ним в течение дня отразил до 10 контратак мелких групп противника. К концу дня были обнаружены огневые точки противника, по которым Висящев вместе с товарищами открыли огонь, в результате чего в рядах врага возникло замешательство и уменьшился обстрел им боевых порядков батальона на левом берегу реки. Воспользовавшись ослаблением обстрела со стороны противника, командование батальона повело роты на форсирование Днепра. Присоединившись к первой переправившейся роте, Висящев в числе первых бросился на штурм вражеских укреплений и в рукопашной схватке уничтожил 8 немецких солдат.
За этот подвиг Указом Президиума Верховного Совета СССР от 24 марта 1945 года красноармейцу Висящеву (Висяшеву, так в Указе ВС СССР) Александру Ивановичу присвоено звание Героя Советского Союза с вручением ордена Ленина и медали «Золотая Звезда».
В последующих боях был ранен, лечился в госпитале, после выздоровления был направлен для прохождения дальнейшей службы в 139-й стрелковую дивизию, в составе которой закончил войну.
После войны демобилизован, вернулся в Москву и снова стал работать художником-оформителем, а в 1953 году поступил на работу в Лабораторию измерительных приборов АН СССР (ныне НИЦ «Курчатовский институт») дежурным по институту.
Умер 6 октября 1968 года. Похоронен на 8 участке Ваганьковского кладбища, Москва.

## Награды
- Медаль «Золотая Звезда» Героя Советского Союза № 7445 (24.03.1945).
- Орден Ленина (24.03.1945).
- Медаль «За боевые заслуги» (14.05.1944).
- Медаль «За победу над Германией в Великой Отечественной войне 1941—1945 гг.».
- Юбилейная медаль «Двадцать лет Победы в Великой Отечественной войне 1941—1945 гг.».
- Юбилейная медаль «50 лет Вооружённых Сил СССР».
- Медаль «В память 800-летия Москвы».

## Память
- Согласно постановлению Правительства Москвы № 236 (Д) от 12 марта 1996 г. «Об утверждении в статусе памятников истории воинских захоронений на кладбищах г. Москвы» захоронение А. И. Висящева на Ваганьковском кладбище отнесено к памятникам истории местного значения.
- Имя Героя высечено золотыми буквами в зале Славы Центрального музея Великой Отечественной войны в Парке Победы города Москва.